# سوني إكسبيريا نيو إل
سوني اكسبيريا نيو ال (بالإنجليزية: Sony Xperia neo L)‏ هو هاتف ذكي من سوني موبايل كوميونيكيشنز يعمل بنظام أندرويد، تم طرحه في الأسواق في 2013.

## الخصائص
- نظام التشغيل: أندرويد
- الكاميرا الخلفية: 5 ميجابكسل
- الشاشة: إل سي دي 320×480
- الوزن: 131.5 غرام
- المعالج: 1 جيجا هرتز
- الذاكرة: 512 ميجابايت